# Иван Господаров
Иван Николов Господаров или Господарев е български революционер, малешевски войвода на Вътрешната македоно-одринска революционна организация и Върховния македоно-одрински комитет.

## Биография
Иван Господаров е роден през 1878 година в неврокопското село Либяхово, тогава в Османската империя. По професия е кираджия, а от 1895 година се включва в революционното дело в Македония. Става четник при Кочо Муструка, а през 1900 година при Гоце Делчев. В 1902 година участва в Горноджумайското въстание. Пролетта на 1903 година е вече взводен командир в отряда на Александър Протогеров, а за време на Илинденско-Преображенското въстание е четник при генерал Иван Цончев. От 1905 година е четник при капитан Юрдан Стоянов. В сражението при село Кашина с четата на Яне Сандански е ранен. След няколко дни е заловен от турците и заточен във Фезан.
При избухването на Балканската война в 1912 година е доброволец в Македоно-одринското опълчение в инженерно-техническа част на МОО.
Умира след 1918 г.